# Josh Myers
Joshua David Myers (Dayton, 16 luglio 1998) è un giocatore di football americano statunitense che milita nel ruolo di centro per i Green Bay Packers della National Football League (NFL).

## Carriera

### Green Bay Packers
Myers al college giocò a football a Ohio State. Fu scelto nel corso del secondo giro (62º assoluto) del Draft NFL 2021 dai Green Bay Packers. Debuttò come professionista partendo come titolare nella gara del primo turno contro i New Orleans Saints. Nella settimana 5 subì un infortunio che lo tenne fuori fino all'ultimo turno, in cui tornò a iniziare come partente. La sua stagione da rookie si concluse con 6 presenze, tutte come titolare.